# Osiandrischer Streit
Der Osiandrische Streit wurde zur Zeit der kirchenpolitischen Reformation in Deutschland geführt. Benannt wurde er nach Andreas Osiander, der den Streit 1550/51 ausgelöst hatte, als er in seiner Rechtfertigungslehre die „essentielle Gerechtigkeit“ des neuen Menschen behauptete. Dies sollte bedeuten, dass die Rechtfertigung des Menschen vor Gott darin bestehe, dass Christus als ewiges Wort Gottes im Menschen real präsent sei und der Mensch so durch die Gerechtigkeit Christi gerecht werde.
Der Nürnberger Reformator Andreas Osiander wurde 1549 von Herzog Albrecht von Brandenburg-Ansbach, Herzog in Preußen, als Theologie-Professor an die 1544 neu gegründete Universität nach Königsberg berufen. Der Herzog neigte dessen Lehrauffassung zu. Der Streit um Osianders Lehre nahm nach dessen Tod 1552 kein Ende, sondern beschäftigte Theologen, Fürsten und Gläubige noch bis etwa 1566.
Die lutherische Mehrheit unter der Federführung Philipp Melanchthons warf Andreas Osiander vor, die Grenze zwischen Rechtfertigung und Heiligung zu verwischen und daher zu lehren, dass der Mensch vor Gott durch seine guten Werke gerecht werde. Das war eine grobe Verzeichnung der Position Osianders. Dem stellten die Philippisten ein rein imputatives Verständnis der Rechtfertigung entgegen: In der Rechtfertigung werde dem Menschen die Gerechtigkeit Christi angerechnet (lat. imputare) und im Gegenzug würden seine Sünden Christus angerechnet. Für die auf ihn übertragenen Sünden erleide Christus am Kreuz die Strafe Gottes. Dieses imputative Verständnis der Rechtfertigung wurde zum Standard der lutherisch-orthodoxen Theologie. Dabei betonten Gnesiolutheraner und Philippisten gemeinsam die „zugerechnete Gerechtigkeit“.

## Wichtige Stationen des Osiandrischen Streits
- 1529, Reich
  - Religionsgespräch zu Marburg. Ringen um die Bekenntnis-Einheit der Evangelischen. Außer Luther, Melanchthon und anderen sich zur Reformation bekennenden, aber in der Lehre differierenden Theologen war auch Andreas Osiander aus Nürnberg gegenwärtig.
- 1551, Herzogtum und Reich
  - Verhandlungsauftrag Herzog Albrechts an Joachim Mörlin, im Königsberger Theologenstreit zu vermitteln. Offene Feindschaft zwischen Osiander und Mörlin. Osiander druckt seine Konfession. Versand derselben an andere Theologen der Augsburgischen Konfession (C. A.) im Reich. Der lokale Streit weitet sich aus. Neben zahlreichen Pfarrern und Laien war auch der Altpreußisch-Übersetzer, Pfarrer Abel Will involviert. Gutachten und Streitschriften werden gedruckt. Die Zahl der Teilnehmer an diesem Streit steigt an. Osiander verstirbt am 17. Oktober 1552 in Königsberg. Der Streit geht aber bis 1566 weiter.
- 1553, Herzogtum
  - Unruhe beim evangelischen Kirchenvolk. Ein Bittzug von Frauen mit Kindern verlangte vergebens die Rückberufung des inzwischen in Danzig befindlichen Joachim Mörlin, Verteidiger der wittenbergischen Lehre.
- 1553, Herzogtum und Reich
  - Ferner: Eine sächsische Delegation unter Leitung des Superintendenten von Gotha, Justus Menius, reiste nach Preußen. Weitere Teilnehmer an Gesprächen: Vertreter der Städte, die osiandristische Partei unter Johann Funck. Diese Verhandlungen wurden zeitweilig unterstützt von Graf Poppo von Henneberg. Keine Ergebnisse.
- 1554, Herzogtum und Reich
  - Synode von Saalfeld, 1554. Zusammenkunft der Pfarrer des Herzogtums. Ergebnis: Die Lehre Osianders wird abgelehnt. – Eine württembergische Gesandtschaft kommt ins Herzogtum, um zu vermitteln. Königsberger Synode vom September 1554. Schroffer Widerstand der Pfarrer. Die preußische Landeskirche ist zerstritten. Die Vermittlung der Württemberger scheitert. – In gedruckten Streitschriften, Gutachten, sachlichen Stellungnahmen wird die umstrittene Theologie Osianders im Reich weiterhin diskutiert. Eine angestrebte Amnestie für die Streitenden, vom Herzog gewünscht, wird zurückgewiesen.
- 1556, Herzogtum und Reich
  - Synode von Riesenburg, 1556. Die streng lutherischen Pfarrer und deren Anhänger, unterstützt von Vertretern aus Mecklenburg, erzwingen – unter Duldung des Herzogs – von Hofprediger Johann Funck den Widerruf von Osianders Rechtfertigungslehre. Das Nachgeben des Herzogs erfolgte eher situationsbedingt.
- 1557, Reich
  - Osianders Lehre spielte auf dem Reichstag zu Regensburg, 1557, und beim Fürstentag in Frankfurt/Main 1557 eine gewisse Rolle. Beim Wormser Kolloquium (Religionsgespräch, 1557) verhinderte Johannes Brenz eine Verurteilung Osianders, obgleich Melanchthon zu den Teilnehmern gehörte.
- 1558, Herzogtum
  - Die Streitigkeiten münden dennoch in die gedruckte Kirchenordnung von 1558, die zu einem grundlegenden Dokument wurde. Für die Osiandristen wichtige Lehrpunkte wie die Lehre von der Taufe waren umstritten. Aber der ausgehandelte Druck erfolgte und sollte als der C. A. (Augsburgischen Konfession) gemäß auch von außerhalb bestätigt werden. Der Theologe Matthäus Vogel d. Ä. wurde zu Johannes Brenz nach Württemberg entsandt. Gedruckt wurden die Teile 1 und 2. Der dritte, die Kirchenorganisation betreffend, wurde noch aufgeschoben, weil hier Regelungen erst gefunden oder bestätigt werden mussten. Diese Kirchenordnung wurde außerhalb des Herzogtums mehr gewürdigt als im Lande, wo bei vielen Argwohn herrschte.
- 1566, Herzogtum
  - Für Unmut sorgte die Karriere des Kroaten Paul Scalich, der sich die Gunst des alten Herzogs und auch materielle Vorteile zu verschaffen wusste, sich aber rechtzeitig durch Flucht entzog. Auch Johann Funck spielte trotz seines Widerrufes noch als herzoglicher Rat eine Rolle. Die Opposition der Stände und der Geistlichkeit blieb stark. Man hatte nichts gegen einen Eingriff von polnischer Seite. Dabei ging es auch um das Wie einer Unabhängigkeit des Herzogtums. Das Ergebnis war, dass mehrere missliebige herzogliche Räte vor Gericht gestellt, gefoltert und enthauptet wurden. Dazu gehörte der Osiandrist Funck. Mörlin wurde das Bistum Samland zugesprochen. Die orthodoxen Verhältnisse wurden bei Androhung eines weiteren Eingriffs von polnischer Seite festgeschrieben. Die Stände konnten sich jederzeit an den polnischen König wenden. Das Herzogtum blieb selbstständig, aber der polnischen Krone lehnspflichtig. Herzog Albrecht wurde gezwungen, das alles hinzunehmen. Die Schrift Repetitio corporis doctrinae, 1567, bestätigte noch einmal den Bruch mit dem Osiandrismus.[2]
- 1568, Herzogtum
  - Herzog Albrecht verstarb am 20. März 1568. Seinen durch Osianders Lehrakzente geprägten evangelischen Glauben gab er persönlich niemals auf. Die Anerkennung des Osiandrismus als besondere Bekenntnisform war gescheitert. Aber es gab Freunde und Anhänger etwa in Nürnberg und Pommern. Wenn der zum Bischof von Samland beförderte Osiandergegner Dr. Joachim Mörlin sich veranlasst sah, in Königsberg noch 1570 bei Johann Daubmann eine Schrift mit dem Titel Trewhertziger, gar kurzer und grüntlicher Bericht für fromme enfeltige hertzen, welche die Lehr Osiandri noch jrr machet an die noch vorhandenen Anhänger der Lehre Osianders zu richten, so spricht das für sich.[3]